# (1297) Quadea
(1297) Quadea – planetoida z pasa głównego asteroid okrążająca Słońce w ciągu 5 lat i 92 dni w średniej odległości 3,02 au. Została odkryta 7 stycznia 1934 roku w Landessternwarte Heidelberg-Königstuhl w Heidelbergu przez Karla Reinmutha. Nazwa planetoidy pochodzi od nazwiska teściów brata odkrywcy, prof. E. Reinmutha. Przed nadaniem nazwy planetoida nosiła oznaczenie tymczasowe (1297) 1934 AD.